# Церква Різдва Пресвятої Богородиці (Усатове)
Церква Різдва Пресвятої Богородиці — чинна мурована церква у селі Усатове, Одеський район, Одеська область; пам'ятка архітектури національного значення (охоронний № 570). Парафія належить до Одеської єпархії УПЦ МП. У церкві знаходиться святиня — рака з частинкою мощей святителя Ігнатія Маріупольського.

## Історія

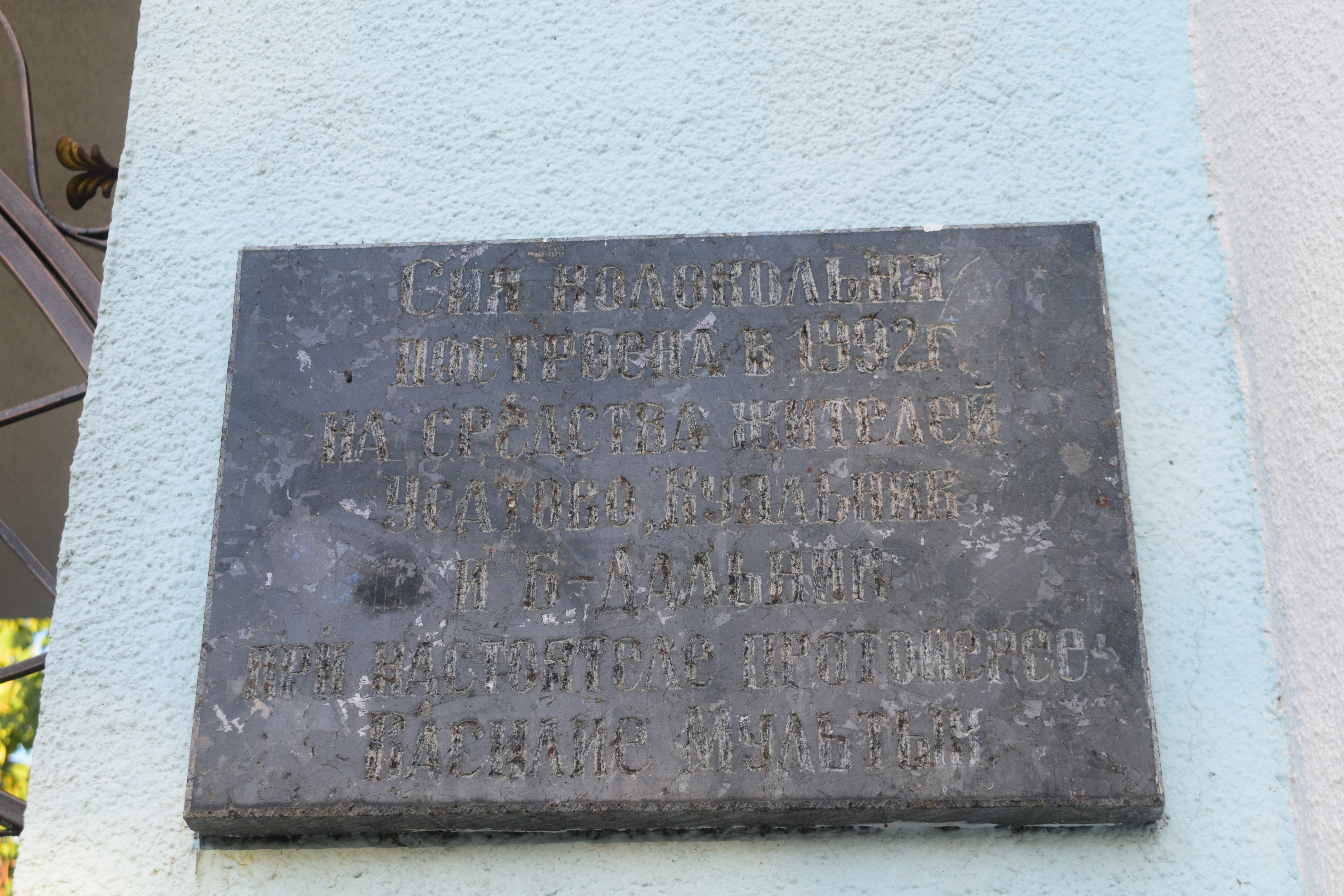

Церква була освячена 21 вересня (новий стиль) 1822 року в день Різдва Пресвятої Богородиці. 
До 1822 року на цьому місці знаходилася дерев'яна козацька церква Покрови.
У 1992 році на кошти мешканців сіл Усатове, Куяльник та Великий Дальник була побудована надбрамна дзвіниця.

## Архітектура

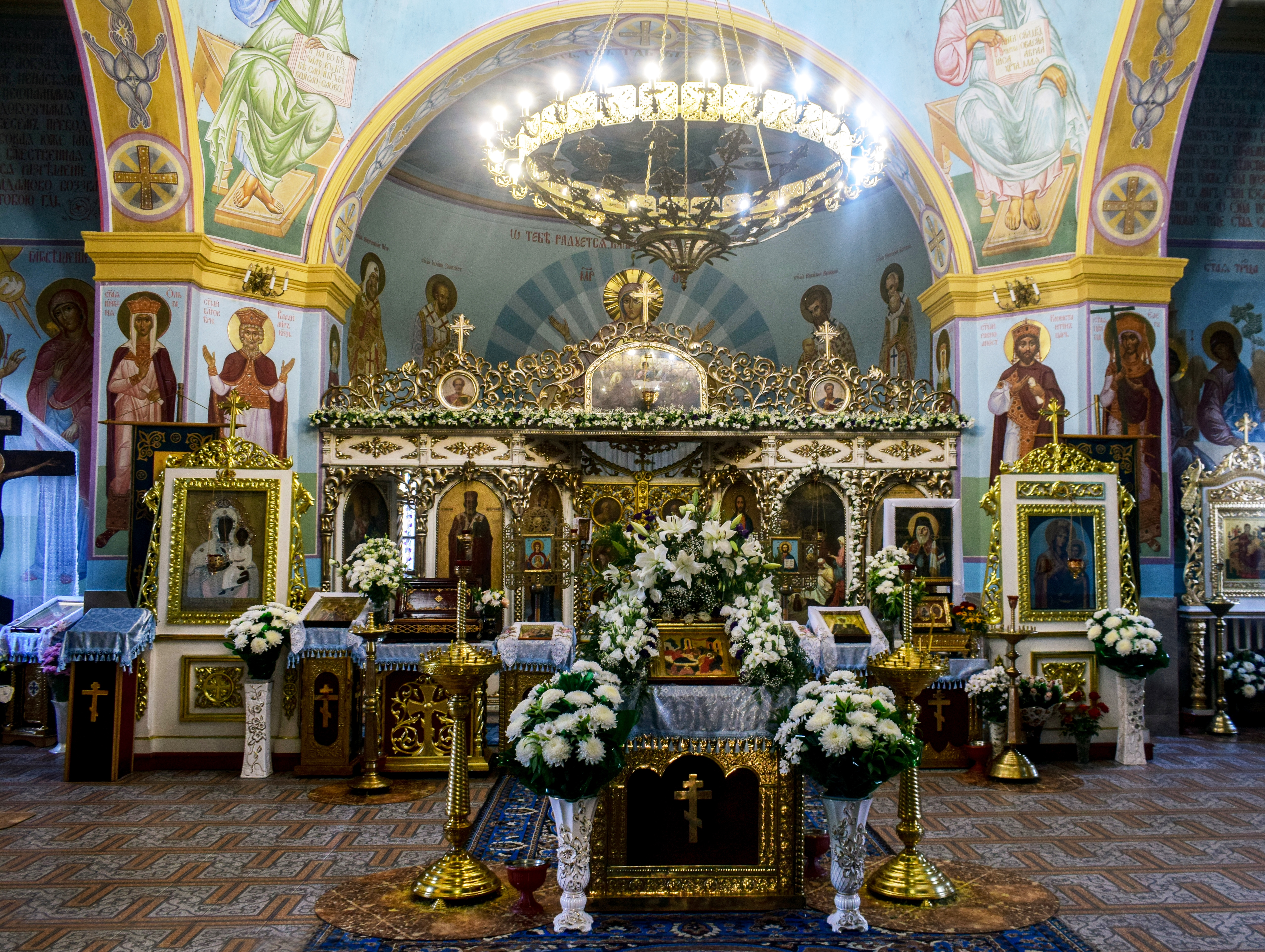

Церква Різдва Пресвятої Богородиці побудована в стилі класицизму з блоків вапняку. 
У плані хрестокупольна, чотиристовпна, вівтар завершений напівкруглою апсидою і пов'язаними з нею прямокутними приділами. 
Нава перекрита куполом з напівсферичною маківою на круглому барабані, що спирається на вітрила, підтримувані напівциркульними арками. 
Північний, південний та західний фасади завершені високими трикутними фронтонами.
На церковному подвір'ї є стародавня криниця, аналогічна тим, що існують в Одесі.

## Галерея

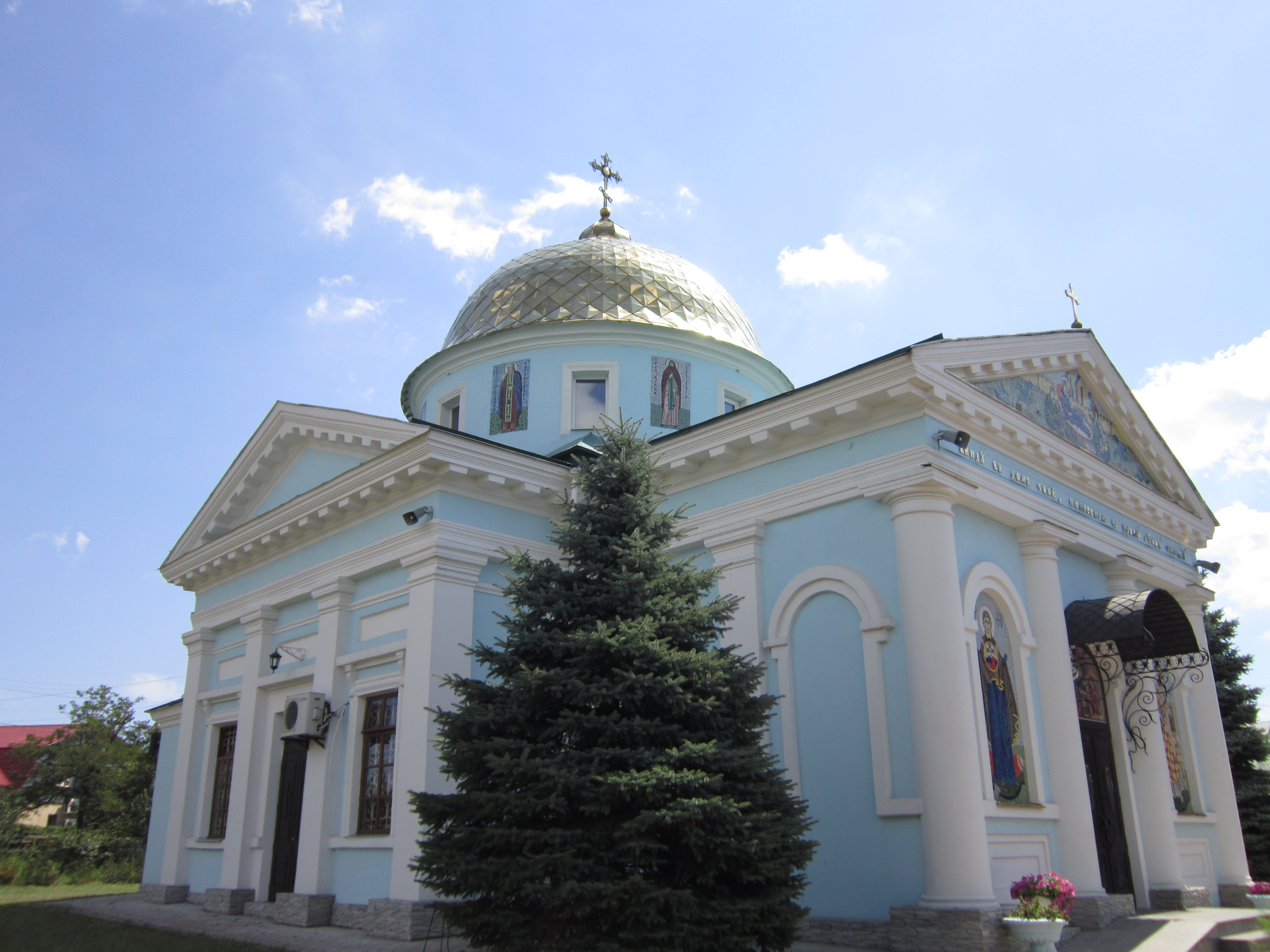
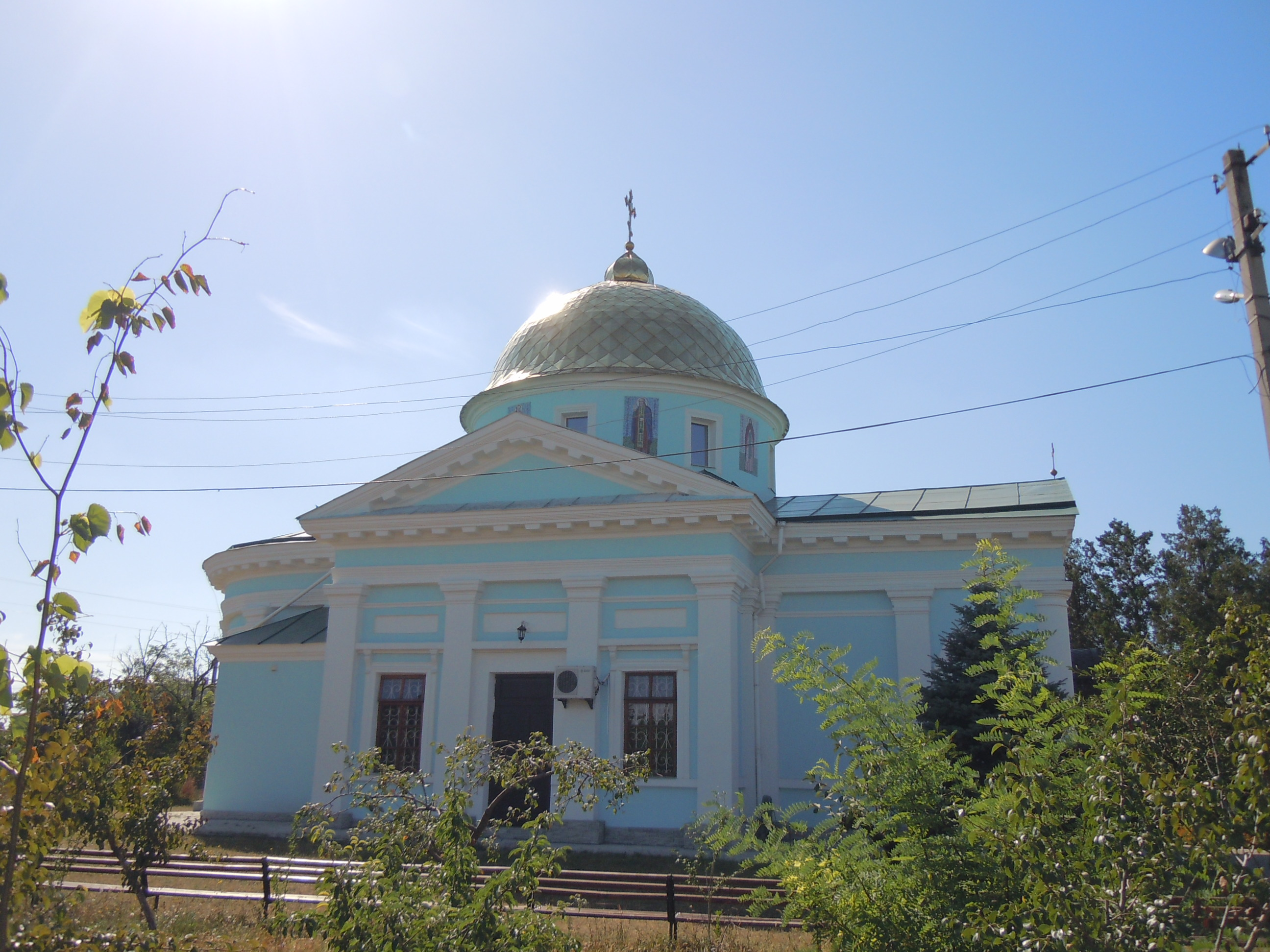
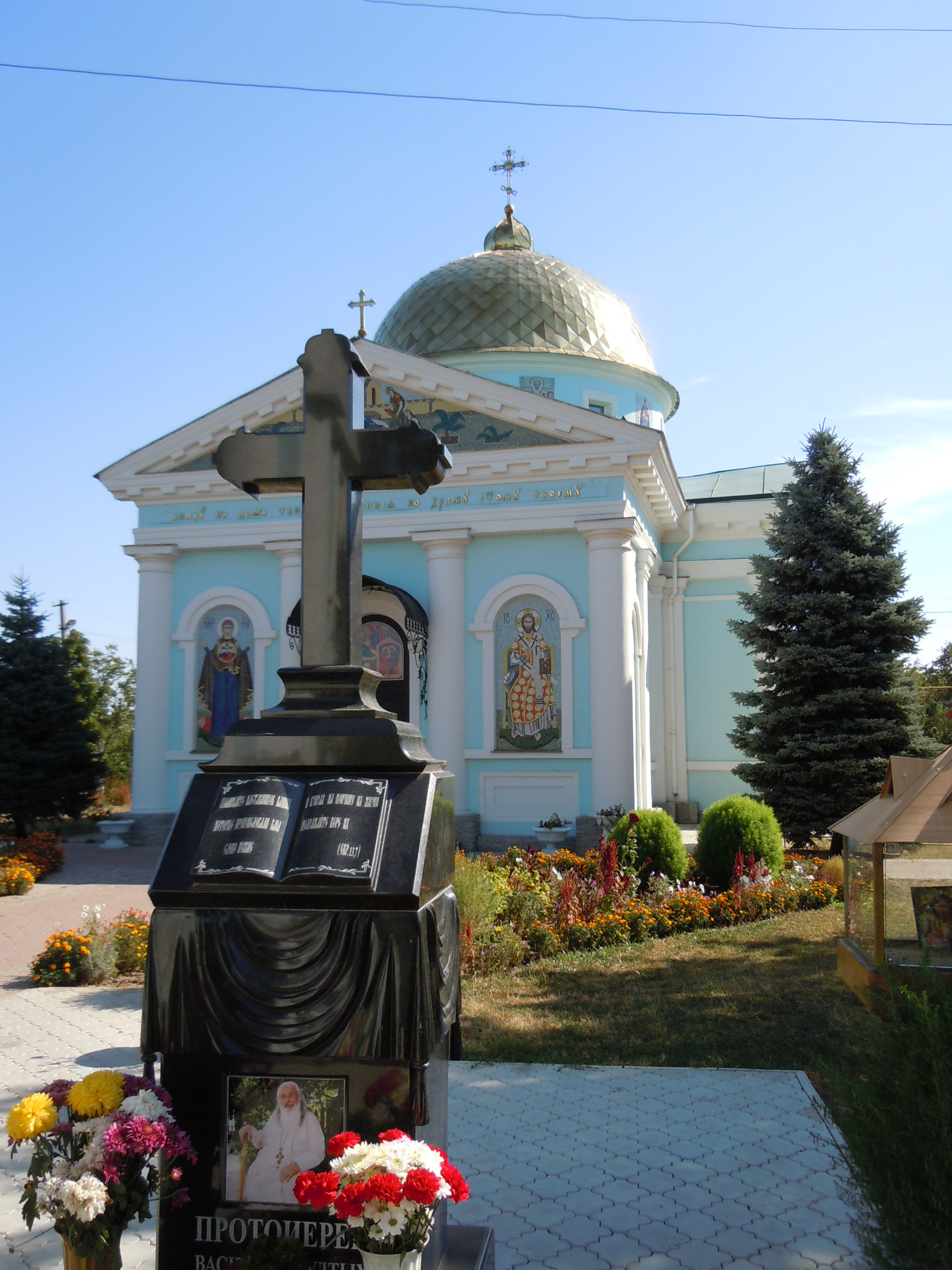
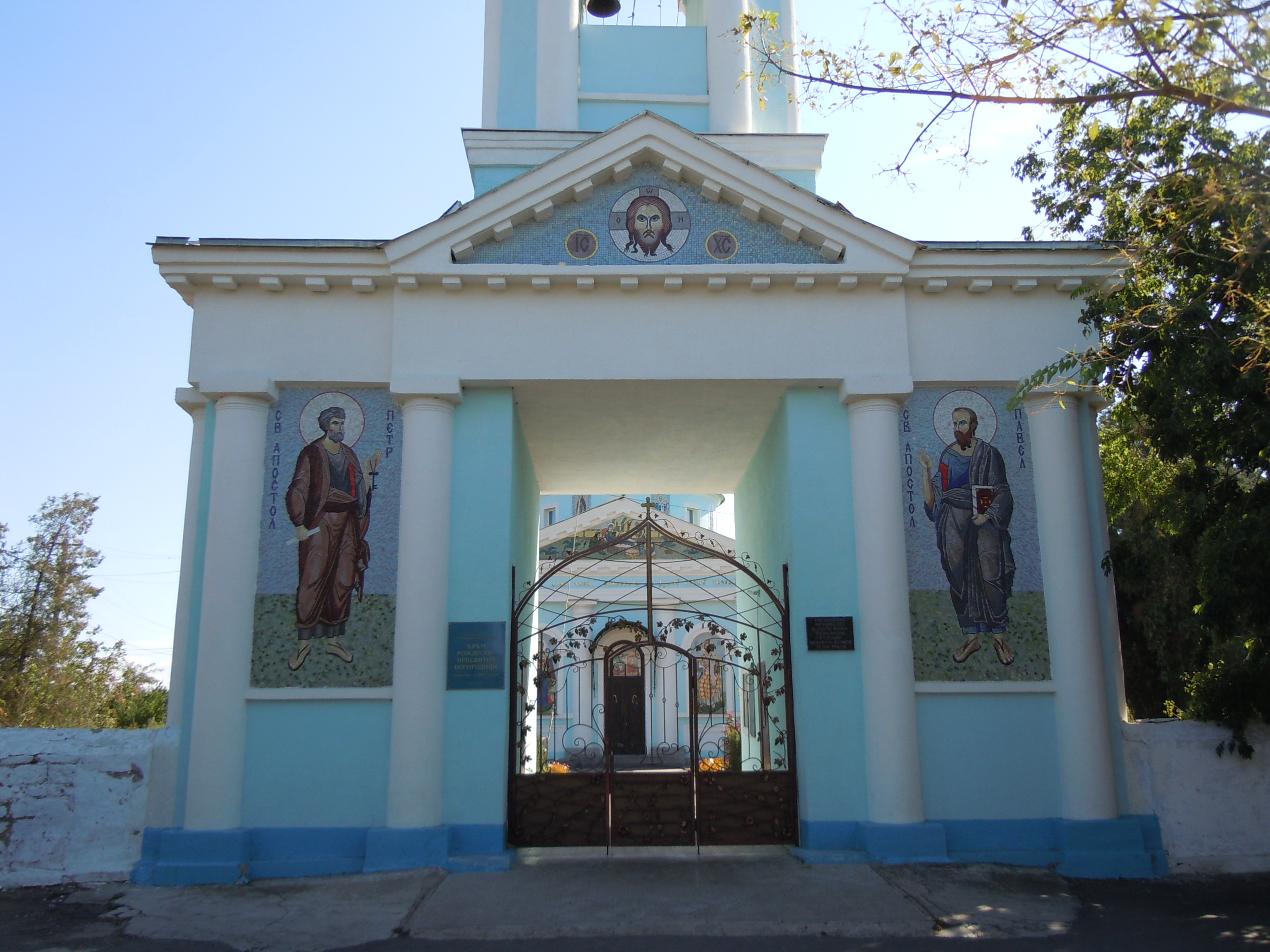
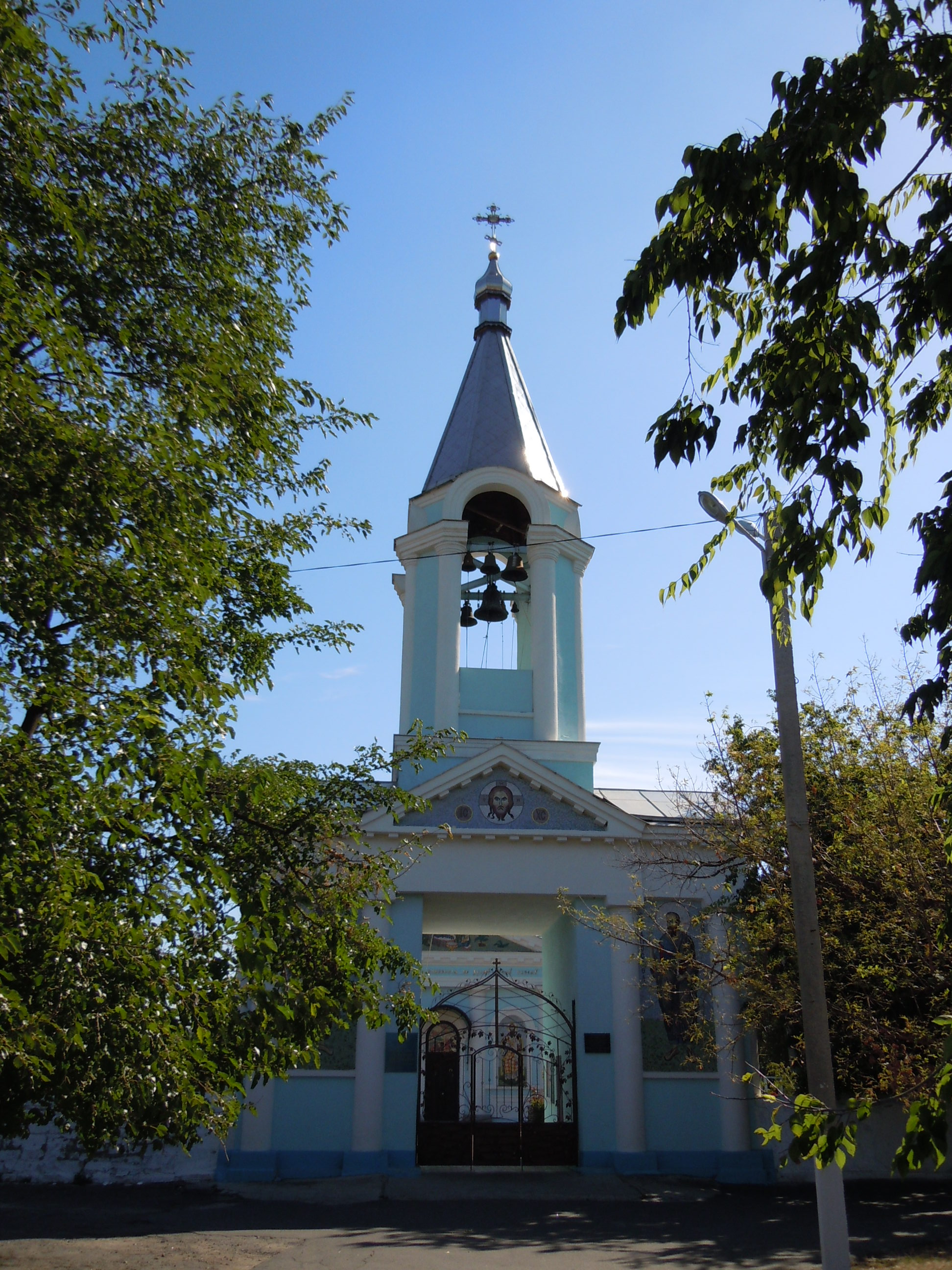
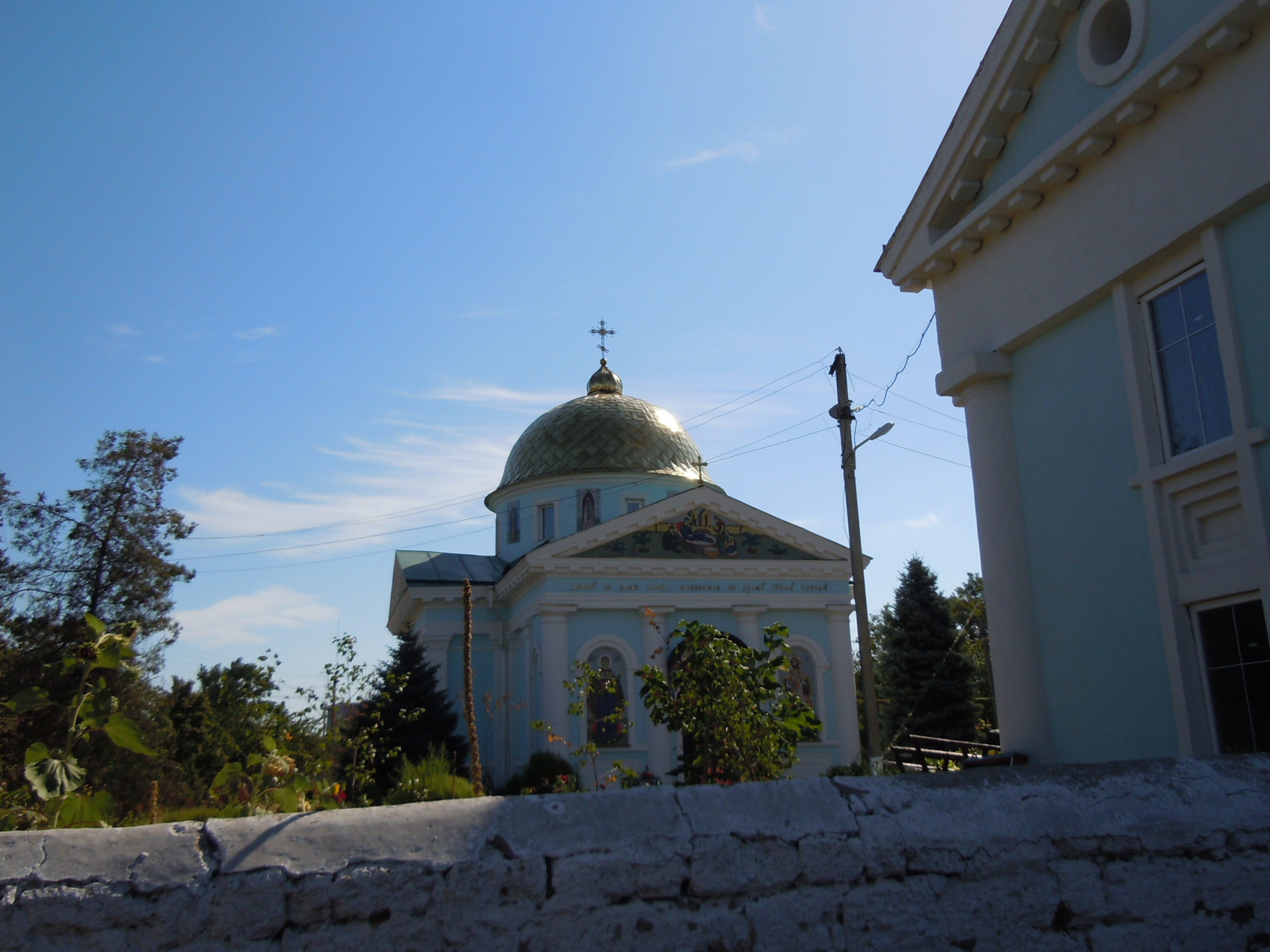
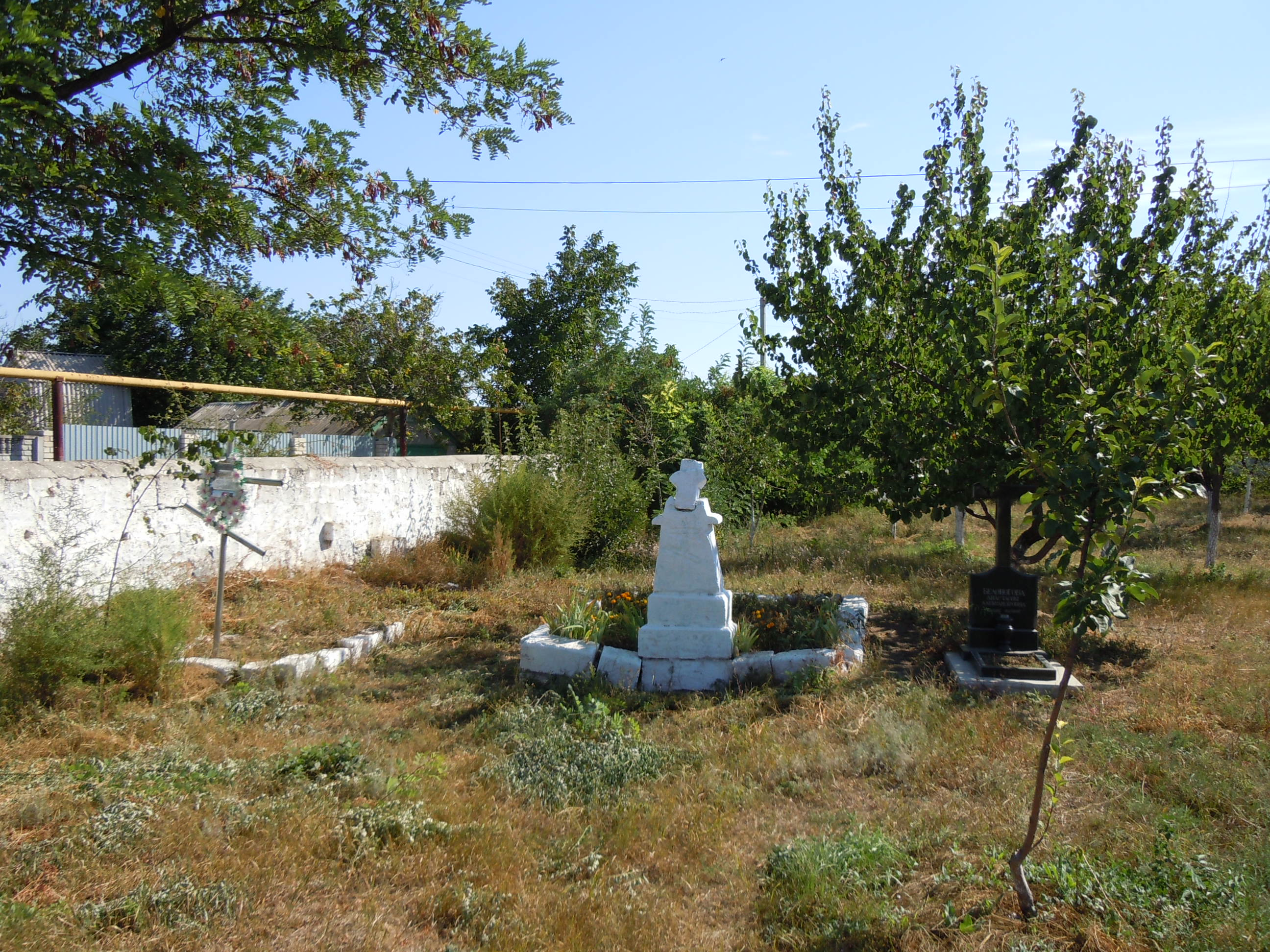
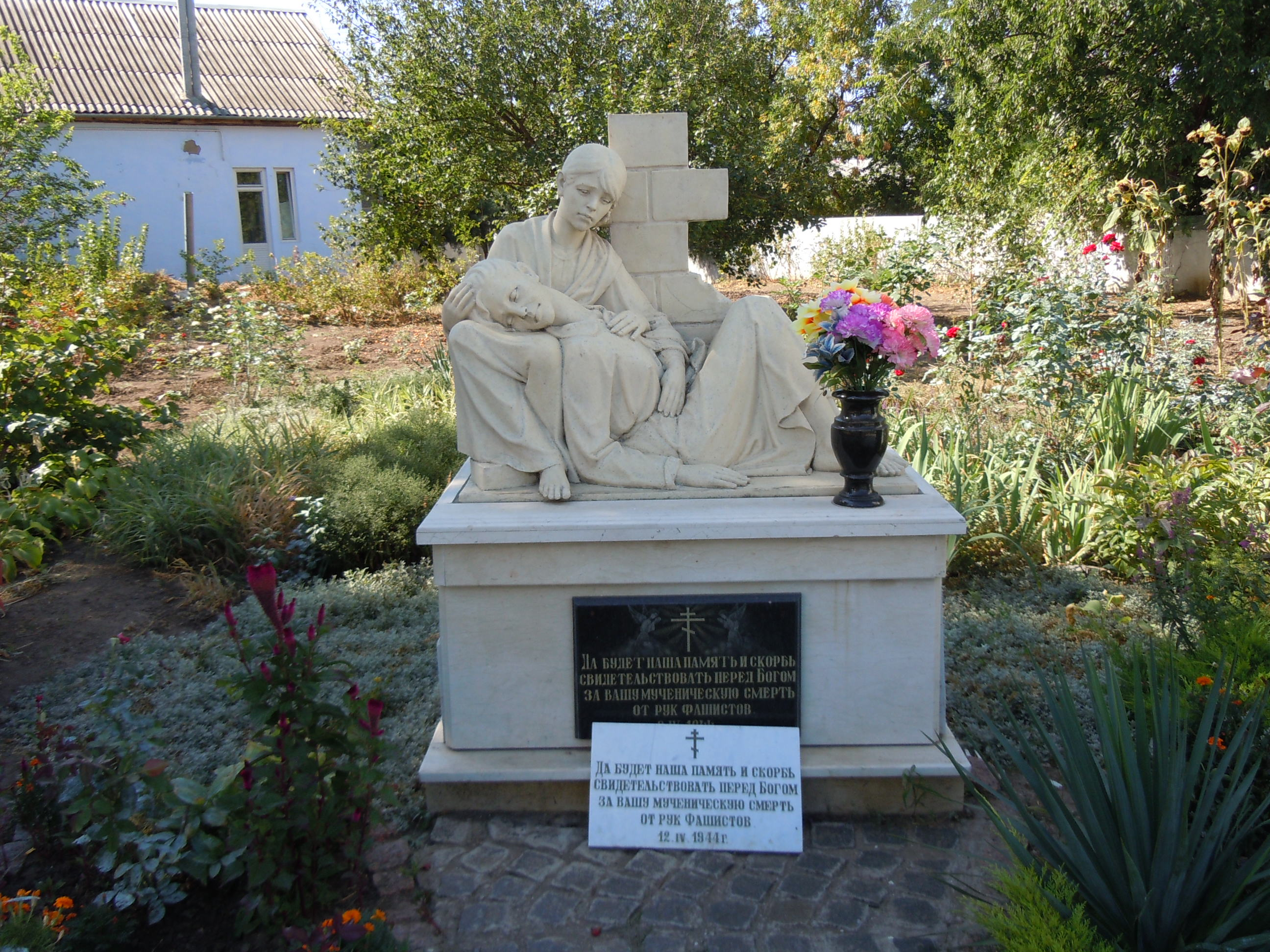
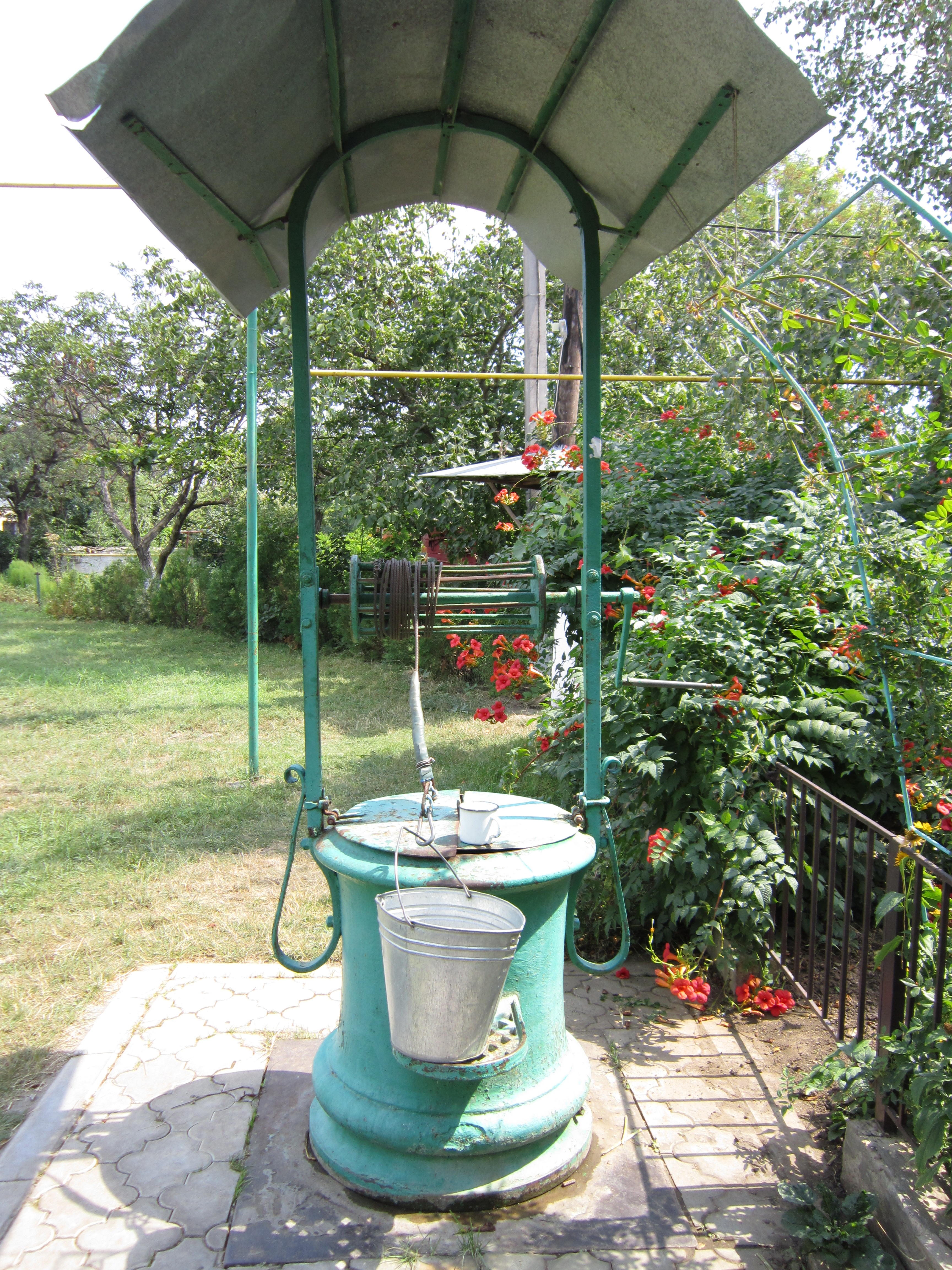